# Superstar Billy Graham
Eldridge Wayne Coleman (Phoenix, Arizona, 7 de junio de 1943-Phoenix, Arizona, 17 de mayo de 2023), conocido como Superstar Billy Graham, fue un luchador profesional y fisicoculturista estadounidense. Obtuvo reconocimiento por su tiempo trabajando para la empresa World Wide/World Wrestling Federation, así también como por haber sido Campeón Mundial Peso Pesado de WWF.

## Biografía y carrera

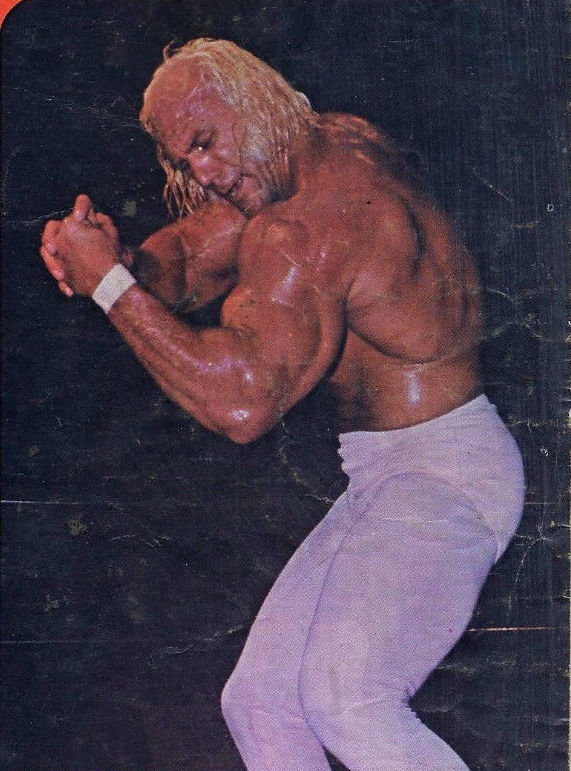
Billy Graham en la portada de la revista Inside Wrestling de marzo de 1975

### World Wide Wrestling Federation (1975-1978)
Graham debutó en la World Wide Wrestling Federation en 1975, con The Grand Wizard como su mánager. Después de unas cuantas temporadas para la promoción entre los años 1975 y 1976, Graham derrotó a Bruno Sammartino por el Campeonato Mundial Peso Pesado el 30 de abril de 1977, en Baltimore, Maryland.
Durante su reinado, tuvo que luchar a través de América e incluso en Japón, frente a conocidos rivales como el excampeón Bruno Sammartino, Jack Brisco, Dusty Rhodes, Pedro Morales, Don Muraco, Mil Máscaras, Abdullah the Butcher y Riki Chōshū. Una de las luchas más famosas de Graham tuvo lugar en 1977 en Miami, Florida en el famoso estadio de fútbol Orange Bowl contra el entonces Campeón Mundial Peso Pesado de la NWA, Harley Race en un WWF Championship vs. NWA World Heavyweight Championship unification title match, que terminó en sangre con un tiempo de una hora llegando al empate. Finalmente perdió el título ante Bob Backlund el 20 de febrero de 1978. Él sufre también de la conocida enfermedad Hepatitis C debido a que en una lucha Abdullah the Butcher le contagió a otros luchadores que posteriormente lo contagiaron a él debido a un corte en su frente, el cual era un movimiento característico de Abdullah, declaró en una entrevista que realmente le quedaba poco tiempo de vida y que el único culpable era Abdullah.

### Quinto regreso a WWE (2015-2023)
En noviembre de 2015, Graham anunció en una publicación de Facebook que había firmado un contrato de leyendas con WWE (un acuerdo a largo plazo para hacer apariciones poco frecuentes que no fueran como luchador). Firmó un contrato renovado a cinco años de 2021.

### Muerte
En enero de 2023, Graham fue hospitalizado luego de que le diagnosticaran una infección de oído y cráneo. su condición había empeorado; había perdido 80 libras y estaba siendo tratado por problemas renales, cardíacos y pulmonares. En mayo del mismo año, Graham recibió soporte vital. Graham murió el 17 de mayo de 2023 a los 79 años de edad.

## Campeonatos y logros
- Championship Wrestling from Florida
  - NWA Florida Heavyweight Championship (2 veces)[8]
  - NWA Florida Tag Team Championship (1 vez) — con Ox Baker[9]
  - NWA Southern Heavyweight Championship (versión Florida) (1 vez)[10]

- Continental Wrestling Association
  - CWA World Heavyweight Championship (1 vez)[11]

- International Pro Wrestling
  - IWA World Heavyweight Championship (1 vez)[12]

- World Wide Wrestling Federation / World Wrestling Entertainment
  - NWA WWWF World Heavyweight Championship (1 vez)[13]
  - WWE Hall of Fame (2004)[14]